# 吉林师范大学幼儿园
吉林师范大学幼儿园，是一所位于中华人民共和国吉林省四平市的一所全日制公办幼儿园，其前身为四平师范学院幼儿园，创办于1958年。2013年被评为省级示范性幼儿园。
吉林师范大学幼儿园，占地面积5100多平方米，建筑面积3950多平方米。